# 돌갈매나무
돌갈매나무(Rhamnus parvifolia)는 갈매나무과의 나무이다.
한국에서는 강원도 이북, 평안북도, 함경남북도의 개울둑 및 산기슭의 암석지에 자라는 낙엽 활엽관목으로 높이는 2m 정도이다. 작은가지에는 털이 거의 없고, 가시가 있다. 잎은 마주나며 난형 또는 타원형으로 밑은 날카롭다. 끝은 날카롭거나 뭉툭하며, 가장자리에 물결 모양의 잔톱니가 있다. 표면은 짙은 녹색이며, 흔히 털이 있고, 뒷면은 회록색이다. 잎자루는 길이 5-16mm로 털이 없고, 턱잎은 오랫동안 달려 있다. 꽃은 암수딴그루로 1-2송이의 꽃이 짧은 가지에 끝 부분이나 긴 가지 기부의 잎겨드랑이에 붙고, 꽃자루는 짧다. 열매는 장과의 구형이며, 지름 5-10mm로 씨의 기부에 구멍이 있다. 껍질은 염료용으로 나무는 땔감용으로 쓰인다.